# 杜卡特 (俄罗斯)
杜卡特（羅馬化：Dukat）是俄罗斯马加丹州的市级镇，属奥姆苏克昌区，地处马加丹州中部，在区行政中心奥姆苏克昌西北、州府马加丹东北方。
20世纪60年代在该地发现银矿，在此处建立的聚居地则以古代钱币杜卡特命名。1976年设市级镇。该地2021年人口有1,110人；2010年人口1,351；2002年人口1,287；1989年人口6,945。